# Selam (paleoantropologia)

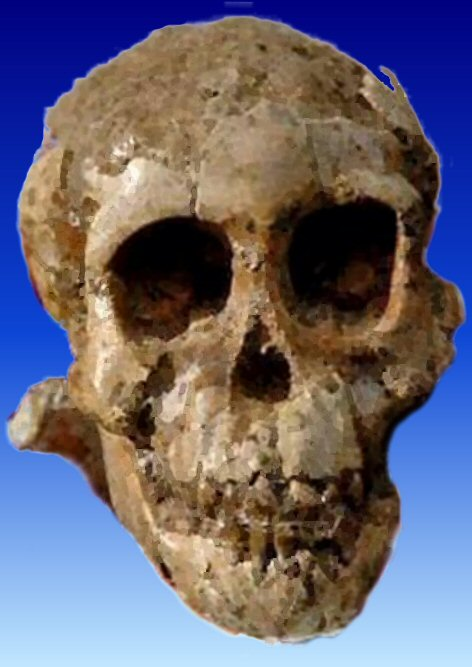
DIK-1/1

Selam (w języku amharskim pokój) – niemal kompletny szkielet australopiteka, odkryty w roku 2000 nad rzeką Auasz w okolicy osady Dikika (Formacja Hadar w okolicy Hadar w regionie Afar w Etiopii) i skatalogowany jako DIK-1/1.
Stwierdzono, że szkielet należy do młodocianej samicy, która zmarła – jak się ocenia – mając około 3 lat. W doskonałym stanie zachowała się czaszka, kości ciała i kończyn, brakuje tylko miednicy, niewielkich części kończyn i pleców. Cechy szkieletu wskazują na przystosowanie do chodu dwunożnego, choć długie kości i zakrzywione palce potwierdzają także tezę o tym, iż istoty te dużo czasu spędzały również na drzewach.
Szkielet został przypisany do gatunku Australopithecus afarensis (podobnie jak słynny szkielet znaleziony w roku 1974, znany pod imieniem Lucy), i datowany na ok. 3,3 mln lat (a więc ok. 100 tys. lat starszy niż Lucy). Szkielet nazywany jest również Lucy’s baby (Dziecko Lucy).
Wyniki badań zostały opublikowane m.in. w miesięczniku „Scientific American” (w formie popularnonaukowej) w numerze z 20 września 2006.